# Walter Kingsford

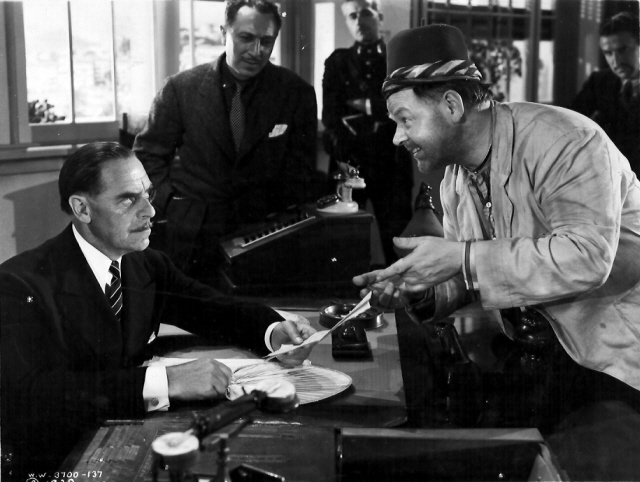
Walter Kingsford (sentado) con Gene Lockhart en Algiers (1938)

Walter Kingsford (20 de septiembre de 1882 – 7 de febrero de 1958) fue un actor teatral, cinematográfico y televisivo británico.

## Biografía
Nacido en Redhill (Surrey), Inglaterra, su verdadero nombre era Walter Pearce. Tuvo varias hermanas, una de ellas Kate Ethel Pearce, que se casó con Thomas Locke y emigró a Canadá a principios del siglo XX.
Empezó su carrera artística en el teatro londinense, antes de mudarse a Hollywood, California, donde haría una prolífica carrera como actor de reparto. Se especializó en la interpretación de personajes autoritarios, como nobles, estadistas, médicos, inspectores de policía y abogados. También prolífico en el medio televisivo a partir de mediados de los años 1950, hizo papeles recurrentes como el del Dr. P. Walter Carew en las populares series cinematográficas del Dr. Kildare y el Dr. Gillespie.
Walter Kingsford falleció en North Hollywood, Los Ángeles, California, en 1958, a los 75 años de edad. Fue enterrado en el Cementerio Grand View Memorial Park de Glendale (California). 

## Teatro (Broadway)
- 1912 : Beauty and the Jacobin, de Booth Tarkington, con Maurice Elvey y Elisabeth Risdon
- 1912 : The Poetasters of Ispahan, de Clifford Bax, con Maurice Elvey y Elisabeth Risdon
- 1912-1913 : Fanny's First Play, de George Bernard Shaw, con Maurice Elvey, Lionel Pape y Elisabeth Risdon
- 1913 : The Five Frankfurters, de Basil Hood, con Pedro de Córdoba y Henry Stephenson
- 1914 : The Money Makers, de Charles Klein, con Berton Churchill
- 1914-1915 : The Cat and the Cherub, de Chester Bailey Fernald
- 1914-1915 : Phipps, de Stanley Houghton
- 1914-1915 : Experience, de George V. Hobart
- 1915 : Alicia en el país de las maravillas, de Alice Gerstenberg
- 1916-1917 : Major Pendennis, de Langdon Mitchell, con Alison Skipworth y Leonard Willey
- 1917-1918 : Madame Sand, de Philip Moeller
- 1918 : The Army with Banners, de Charles Rann Kennedy
- 1918 : The Servant in the House, de Charles Rann Kennedy
- 1919 : A Burgomaster of Belgium, de Maurice Maeterlinck, con Leonard Willey
- 1920 : The Tragedy of Nan, de John Masefield, con Philip Merivale
- 1920 : All Soul's Eve, de Anne Crawford Flexner
- 1922: Sherlock Holmes, de Albert Parker
- 1924-1925 : S.S. Glencairn, de Eugene O'Neill, con Walter Abel y Edgar Stehli
- 1925 : Bachelors' Brides, de Charles Horace Malcolm, con Lee Patrick
- 1925-1926 : Hamlet, de William Shakespeare, con Helen Chandler, Basil Sydney y Charles Waldron
- 1926 : Port O'London, de George W. Oliver, con Alison Skipworth y Basil Rathbone
- 1926 : Enrique IV, parte 1, de William Shakespeare, con Thomas Hardie Chalmers, Gilbert Emery, J. M. Kerrigan, Philip Merivale, Otis Skinner y Basil Sydney
- 1926 : Sport of Kings, de Ian Hay Beith, con Alan Mowbray y Mary Forbes
- 1926-1927 : The Constant Wife, de William Somerset Maugham, con Ethel Barrymore, Aubrey Smith, Verree Teasdale y Cora Witherspoon
- 1927 : If, de Lord Dunsany
- 1928 : So am I, de C.M. Selling
- 1928 : 12,000, de Bruno Frank, con Lumsden Hare y Basil Sydney
- 1929-1930 : The Criminal Code, de Martin Flavin
- 1930 : Children of Darkness, de Edwin Justus Mayer
- 1930 : Noche de reyes, de William Shakespeare, con Arthur Hohl y Jessie Ralph
- 1930 : Art and Mrs. Bottle, de Benn W. Levy, con Katharine Hepburn
- 1931 : After all, de John van Druten, con Humphrey Bogart y Helen Haye
- 1931 : If Love were all, de Cutler Hatch, con Margaret Sullavan
- 1932 : The Black Tower, de Ralph Murphy y Lora Baxter
- 1932 : Christopher comes across, de Hawthorne Hurst, con Tullio Carminati
- 1932 : Domino, de Marcel Achard, con Jessie Royce Landis
- 1932-1933 : Criminal at Large, de Edgar Wallace
- 1933 : For Services rendered, de William Somerset Maugham, con Jean Adair, Fay Bainter, Leo G. Carroll, Henry Daniell, Elisabeth Risdon y Jane Wyatt
- 1933 : Going Gay, de William Miles, con Charles Halton y Alan Marshal
- 1944-1946 : Song of Norway, opereta adaptación musical de temas de Edvard Grieg) y letras de George Forrest y Robert Wright

## Filmografía parcial
- 1930 : Outward Bound, de Robert Milton
- 1934 : The President vanishes, de William A. Wellman
- 1935 : Naughty Marietta, de W. S. Van Dyke
- 1935 : Shanghai, de James Flood
- 1935 : A Tale of Two Cities, de Jack Conway
- 1935 : I Found Stella Parish, de Mervyn LeRoy
- 1936 : The Story of Louis Pasteur, de William Dieterle
- 1936 : Little Lord Fauntleroy, de John Cromwell
- 1936 : Hearts Divided, de Frank Borzage
- 1936 : The Invisible Ray, de Lambert Hillyer
- 1936 : Trouble for Two, de J. Walter Ruben
- 1936 : Meet Nero Wolfe, de Herbert Biberman
- 1937 : Maytime, de Robert Z. Leonard
- 1937 : The Life of Emile Zola, de William Dieterle
- 1937 : The League of frightened Men, de Alfred E. Green
- 1937 : Capitanes intrépidos, de Victor Fleming
- 1938 : The Young in Heart, de Richard Wallace
- 1938 : A Yank at Oxford, de Jack Conway
- 1938 : There's Always a Woman, de Alexander Hall
- 1938 : Lord Jeff, de Sam Wood
- 1938 : Algiers, de John Cromwell
- 1938 : Carefree, de Mark Sandrich
- 1938 : If I were King, de Frank Lloyd
- 1939 : Juárez, de William Dieterle
- 1939 : Calling Dr. Kildare, de Harold S. Bucquet
- 1939 : The Man in the Iron Mask, de James Whale
- 1939 : Miracles for Sale, de Tod Browning
- 1939 : Dancing Co-Ed, de S. Sylvan Simon
- 1940 : Lucky Partners, de Lewis Milestone
- 1940 : A Dispatch from Reuter's, de William Dieterle
- 1940 : Kitty Foyle : The Natural Story of a Woman, de Sam Wood
- 1941 : The Devil and Miss Jones, de Sam Wood
- 1942 : Fly-By-Night, de Robert Siodmak
- 1942 : My Favorite Blonde, de Sidney Lanfield
- 1942 : The Loves of Edgar Allan Poe, de Harry Lachman
- 1942 : Calling Dr. Gillespie, de Harold S. Bucquet
- 1943 : Mr. Lucky, de Henry C. Potter
- 1943 : Forever and a Day, de Edmund Goulding y Cedric Hardwicke
- 1944 : Three Men in White, de Willis Goldbeck
- 1944 : El señor Skeffington, de Vincent Sherman
- 1948 : The Black Arrow, de Gordon Douglas
- 1949 : Slattery's Hurricane, de André De Toth
- 1951 : Tarzan's Peril, de Byron Haskin
- 1951 : My Forbidden Past, de Robert Stevenson
- 1953 : Walking My Baby Back Home, de Lloyd Bacon
- 1957 : La vuelta al mundo en ochenta días, de Michael Anderson
- 1958 : Merry Andrew, de Michael Kidd